# 르노 아르카나
르노 아르카나는 르노에서 생산 및 판매하는 쿠페형 SUV이다.

## 상세

### 러시아 시장용

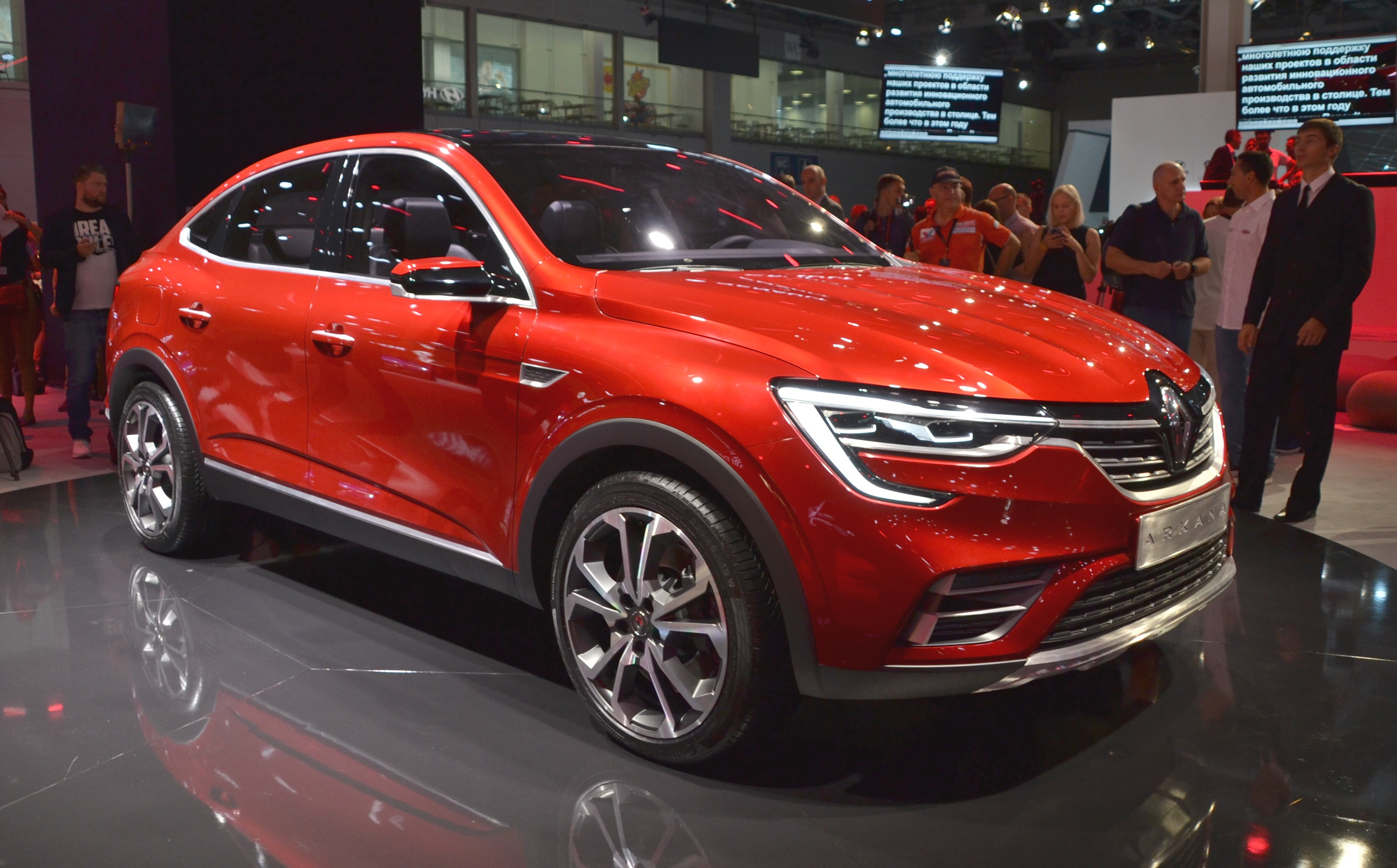
르노 아르카나 컨셉트카

2018년 8월에 모스크바 국제 자동차 살롱에서 컨셉트 카가 우선 공개되었으며, 출시는 2019년 5월에 진행되었다. 플랫폼은 캡쳐와 더스터의 플랫폼을 업그레이드한 것을 적용하였다. 우크라이나에서도 ZAZ를 통해 현지 생산 중이다.

### 국제 시장용

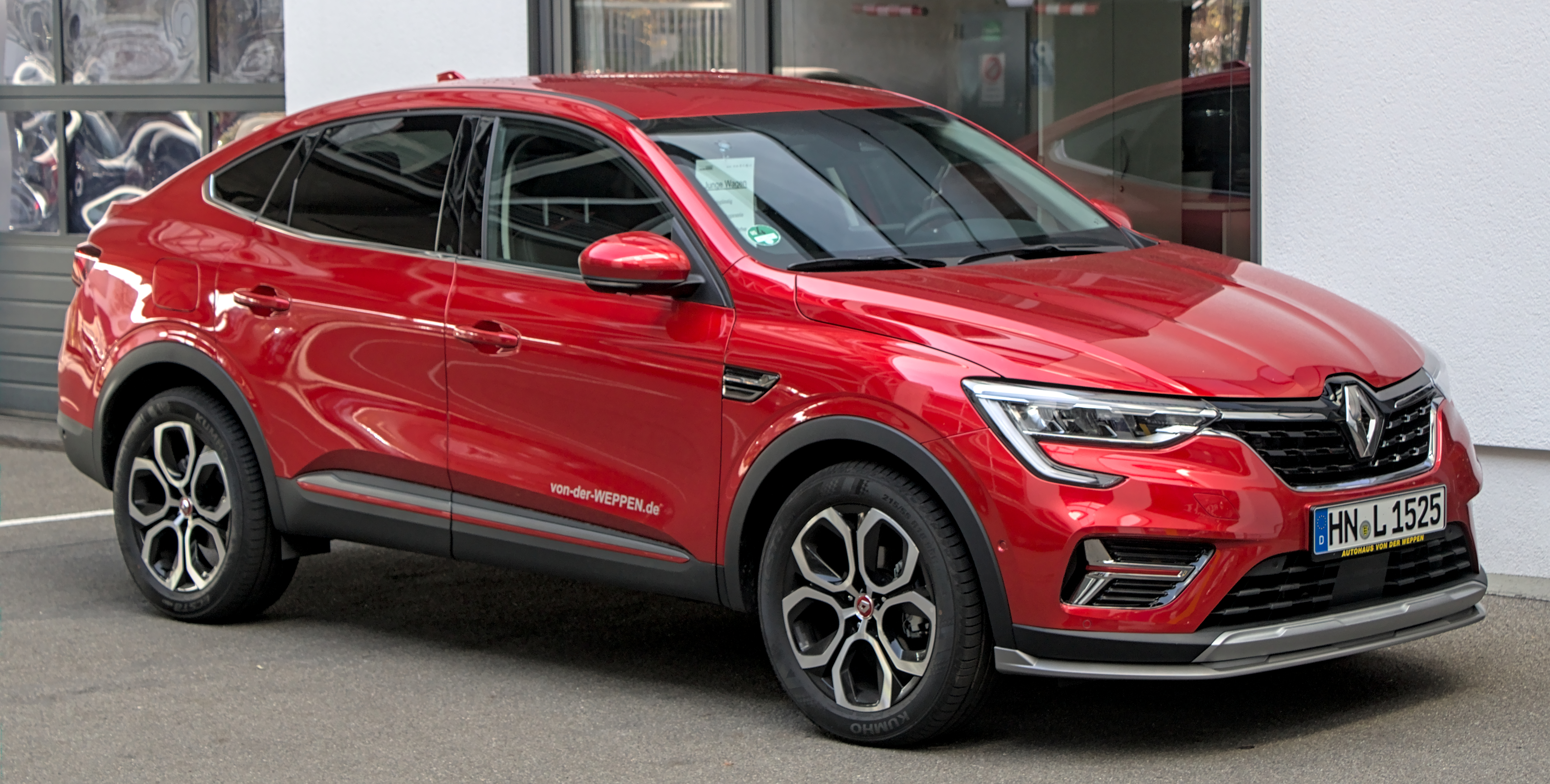
르노 아르카나 정측면

대한민국 시장에 출시한 르노코리아 XM3의 배지 엔지니어링 사양이고, 르노코리아 부산공장에서 생산한다. 2021년에 뉴 아르카나라는 명칭으로 유럽과 일본, 오세아니아 시장에 출시했고, 구 유고슬라비아 국가군에서는 르노 메간 컨퀘스트라는 명칭으로 판매된다. 1.6리터 가솔린 하이브리드는 대한민국 내수용보다 수출용이 먼저 출시되었다.
2024년 4월 3일 르노코리아자동차가 르노코리아로 사명을 다시 한 번 변경하면서, 대한민국 시장용 차명을 르노 아르카나로 통일하기로 했다. 이에 따라 XM3라는 차명은 4년 만에 역사 속으로 사라졌다.
엔진은 123마력 1.6리터 DOHC 가솔린 엔진(GTe), 152마력 1.3리터 가솔린 터보 엔진과 1.6리터 가솔린 하이브리드가 있으나, 1.3리터 가솔린 터보 엔진은 결함이 자주 지적되어 2025년 4월에 생산이 중지됐다.

## 같이 보기
- 르노코리아 XM3